# درباره خانواده
دربارهٔ خانواده (انگلیسی: About Family؛‏ کره‌ای: 대가족) یک فیلم کمدی درام محصول سال ۲۰۲۴ کره جنوبی به کارگردانی یانگ وو سوک و با بازی کیم یون سوک، لی سونگ گی، کیم سونگ ریونگ، کانگ هان نا و پارک سو یونگ است. این فیلم در ۱۱ دسامبر ۲۰۲۴ منتشر شد.

## بازیگران
- کیم یون سوک در نقش هام مو اوک[۳][۴]
- لی سونگ گی در نقش هام مون سوک[۳][۴]
- کیم سونگ ریونگ در نقش بانگ جونگ هوا[۳][۴]
- کانگ هان نا در نقش هان گا یون[۳][۴]
- پارک سو یونگ در نقش این هِنگ[۳][۴]

## تولید

### فیلم‌برداری
تصویربرداری اصلی در اکتبر ۲۲۲ آغاز شد و ور ژانویه ۲۰۲۳ به پایان رسید.